# Мокхотлонг
Мокхотлонг (сесото Mokhotlong) — административный центр района Мокхотлонг в Лесото. Население — около 7 тысяч человек.